# Distretto elettorale di Tobias Hainyeko
Il distretto elettorale di Tobias Hainyeko è un distretto elettorale della Namibia situato nella Regione di Khomas con 45.912 abitanti al censimento del 2011.
È stato istituito nel 2003 quando il distretto elettorale di Hakahana venne soppresso e il suo territorio diviso tra i neo costituiti distretti di Tobias Hainyeko (la parte orientale) e quello di Moses Garoëb (la parte occidentale).
Il distretto è dedicato all'omonimo rivoluzionario.